# H.C. Andersens træstillads
H.C. Andersens træstillads er angiveligt en trækonstruktion brugt af skomageren, der senere udbyggede den til dels et værksted og dels en brudeseng, hvori H.C. Andersen beskriver at have ligget som spæd. På første side af alle sine tre levnedsbeskrivelser, har han berettet om det grevelige træstillads.
Der er tilsyneladende tale om en bizar beretning, som fremtrædende forskere i Andersens liv og færden siden har forbigået og bedømt som ren digtning eller en slags anekdote.

## H.C. Andersens beskrivelse
I selvbiografien Mit Livs Eventyr lyder historien:
| „ | 1805 levede i Odense i én lille fattig Stue et nygift Par, der holdt uendeligt meget af hinanden, en ung Skomager med sin Kone, han, næppe to og tyve År, et forunderligt begavet Menneske, en ægte poetisk Natur, hun, nogle År ældre, uvidende om Verden og Livet, men fuld af Hjerte. Nylig var Manden blevet "Frimester" og havde selv tømret sammen sit Skomagerværksted og sin Brudeseng; til denne havde han brugt Træ-Stilladset, der kort forinden havde baaret Ligkisten af en nylig afdød Grev Trampe, som laae udstillet på Parade; de sorte Klædes Lister, der endnu sad på Sengestedet, var en Erindring herom, Istedetfor det grevelige Liig, omgivet af Flor og Candelabrer, lå her den anden April 1805 et levende, grædende Barn, det var mig, Hans Christian Andersen. | “ |

Ovennævnte er af eftertidens forskere blevet draget i tvivl, og forfatteren Jens Jørgensen kunne derfor i sin bog H.C. Andersen – En sand Myte oplyse, at professor Topsøe-Jensen i dennes bog om H.C. Andersens Mit Livs Eventyr udtrykkeligt havde skrevet, at H.C. Andersen ikke kunne være født i denne seng og tillige bevidne, at ingen Grev Trampe var afgået ved døden noget sted på Fyn i årene 1804-1807. Andersen måtte derfor ifølge Topsøe-Jensen have fået historien overleveret gennem en annonce, som en hattemager Dorch den 17. september 1807 indrykkede i Odense Avis. En annonce, som netop omhandlede et salg af frynser, ligklæde og en ligbåre m.m.
Da H.C. Andersen som barn næppe har læst denne annonce, og intet sted i sine livserindringer, har nævnt, at være født i samme seng, er det mere troværdigt, at han som barn har erhvervet sig viden om træstilladset netop i "familiens skød", og at digteren i sine erindringer her har genfortalt historien som skomagerfamiliens krønike.
En krønike bærer almindeligvis et koncept af utraditionelle hændelser, og denne krønikes træf skyldes, at netop en Grev Adam Frederik Trampe, tidligere greve til Løgismose på Vestfyn, i juni måned 1807 skulle have begået selvmord. Imidlertid skulle dette rettelig være sket på Sjælland, hvor der i Søllerød Kirkes kirkebog den 27. juni 1807 er anført, at ”hr. Greve Adam Trampe på Nærumgaard skudt ned af uheldigt selvskud med Pistol. Søllerød Museum mener, at en kritisabel og uheldig ejendomshandel, var den egentlige årsag til grevens endeligt.
Som følge af en på tidspunktet gældende lov, der dengang forbød selvmordere en begravelse i indviet jord, har menighed, præst og degn i Vedbæk, været i store vanskeligheder, vel også forårsaget af, at alle på stedet kunne påvise det egetræ, greven havde hængt sig i. Så afdøde Grev Trampe er derfor uden tvivl af nævnte årsager skyndsomt fragtet til Fyn, hvor det grevelige lig standsmæssigt her blev lagt i jorden.
Og nævnte træstillads, annonceret til salg af hattemager Jens Henrichsen Dorch, og som førhen havde båret den grevelige "Liigbåre", er derfor uden enhver tvivl, ganske identisk med samme træværk, som siden blev tømret til et skomagerværksted og en brudeseng m.m.
Efter ligfærdens afslutning, har Dorch, selvsamme hattemager, som stod fadder ved H.C. Andersens dåb, haft i kommission at sælge ligbåre m.m., som angivet i avisannoncen, og resterne, træstilladset, er siden overdraget til skomagerfamilien. Og mest sandsynligt synes det at være at netop Lensgreve Frederik Ahlefeldt-Laurvig, som standsfælle og tidligere meddirektør ved Odense Teater, ved jordfæstelsen har bistået som primus motor, og derefter muliggjort, at nævnte træværk blev anvendt som bohave ved skomagerfamiliens indflytning samme år 1807 til Klingenberg.

## Eksterne kilder og henvisninger
- Jens Jørgensen (1987). H.C. Andersen – En sand Myte.
- H. Topsøe-Jensen's noter og henvisninger i bogen H.C. Andersen (1996). Mit Livs Eventyr. Gyldendal. ISBN 87-00-24708-1, side 380.
- Claus Mechlenborg. "Døden for egen hånd", Kristeligt Dagblad, 15. marts 2006.